# Proasellus coxalis
Proasellus coxalis és una espècie de crustaci isòpode pertanyent a la família dels asèl·lids.

## Subespècies
- Proasellus coxalis africanus (Monod, 1924)
- Proasellus coxalis aoualensis (Dia & Henry, 1985)
- Proasellus coxalis banyulensis (Racovitza, 1919)
- Proasellus coxalis cyanophilus (Dudich, 1925)
- Proasellus coxalis lucifugus (Deelemann, 1965)
- Proasellus coxalis nanus (Sket, 1991)
- Proasellus coxalis peyerimhoffi (Racovitza, 1919)[3][5]

## Hàbitat
És una espècie demersal, la qual viu a l'aigua dolça.

## Distribució geogràfica
Es troba a l'illa de Madeira, Gibraltar, l'Estat espanyol (incloent-hi Catalunya, Mallorca, Menorca, Eivissa i Formentera), França (incloent-hi l'illa de Còrsega), Itàlia (incloent-hi Sardenya), Croàcia, Àustria, Txèquia, Eslovàquia, Alemanya (introduït a partir de la dècada del 1980) i Grècia (incloent-hi Creta).